# Paris (Maine)
Paris es un pueblo ubicado en el condado de Oxford en el estado estadounidense de Maine. En el Censo de 2010 tenía una población de 5.183 habitantes y una densidad poblacional de 48,84 personas por km².

## Geografía
Paris se encuentra ubicado en las coordenadas 44°14′53″N 70°29′27″O / 44.24806, -70.49083. Según la Oficina del Censo de los Estados Unidos, Paris tiene una superficie total de 106.11 km², de la cual 105.6 km² corresponden a tierra firme y (0.48%) 0.51 km² es agua.

## Demografía
Según el censo de 2010, había 5.183 personas residiendo en Paris. La densidad de población era de 48,84 hab./km². De los 5.183 habitantes, Paris estaba compuesto por el 95.87% blancos, el 0.5% eran afroamericanos, el 0.46% eran amerindios, el 0.75% eran asiáticos, el 0% eran isleños del Pacífico, el 0.37% eran de otras razas y el 2.05% pertenecían a dos o más razas. Del total de la población el 1.25% eran hispanos o latinos de cualquier raza.